# Savin’ Me
Savin’ Me – ballada rockowa kanadyjskiego zespołu Nickelback, wydana jako czwarty singel z piątej studyjnej płyty formacji – All the Right Reasons. Premiera singla w Stanach Zjednoczonych miała miejsce 25 kwietnia, natomiast w Wielkiej Brytanii singel ukazał się 5 czerwca 2005 roku. Na stronie B singla znalazły się utwory „Animals” oraz „Follow You Home” w wersjach koncertowych. Singel ukazał się nakładem wytwórni Roadrunner Records. Singel dostępny był również w formie digital download. Utwór został zamieszczony na piątej pozycji na krążku, trwa 3 minuty i 39 sekund. Autorem tekstu do utworu jest wokalista grupy Chad Kroeger. Muzykę skomponował wspólnie cały zespół. Utwór „Savin’ Me” jest pierwszym utworem w dorobku grupy, gdzie słychać jest brzmienie nowych instrumentów, fortepianu oraz skrzypiec. Na fortepianie w utworze zagrał członek z ekipy technicznej zespołu Tim „Timmy” Dawson. Zagrał on także na fortepianie w utworze „If Everyone Cared”, wydanym na singlu.

## Znaczenie tekstu
Tekst utworu opowiada historię mężczyzny znajdującego się w pomieszczeniu przypominającym więzienie, gdzie jest zupełnie sam. Jedyną rzeczą której potrzebuje to kobieta, dzięki której mógłby zmienić się na lepsze, zmienić swój stosunek do świata.
Brzmienie utworu rozpoczyna się od gry gitary akustycznej, dopiero w refrenie piosenki słychać jest ostrzejsze gitary, oraz dźwięki skrzypiec. Utwór posiada także solówkę gitarową. Kompozycja kończy się dźwiękami fortepianu.

## Pozycje na listach
Utwór zajął pierwsze miejsce na kanadyjskiej liście Canadian BDS Airplay Chart, oraz dotarł do 19 miejsca w rankingu Billboard Hot 100. Utwór znalazł się także na 14 miejscu w zestawieniu Pop 100. W zestawieniu Mainstream Rock Tracks Savin’ Me dotarło do dość wysokiej, 11 pozycji. W innych krajach utwór zajmował dalsze lokaty, z wyjątkiem Nowej Zelandii, gdzie w zestawieniu New Zealand Singles Chart dotarł do miejsca 8. Utwór w 2006 roku znalazł się także na ścieżce dźwiękowej do popularnego serialu „Skazany na śmierć”.
Utwór został wykonany na żywo przez grupę, podczas gali rozdania Juno Awards w Vancouver w roku 2006, gdzie grupa zdobyła 2 statuetki. Popularny amerykański piosenkarz Chris Daughtry kilkakrotnie wykonywał na swoich koncertach cover tego utworu.

## Teledysk
Teledysk do utworu kręcony był w styczniu 2006 roku. Teledysk rozpoczyna się od sceny kiedy przypadkowy przechodzień ratuje życie idącemu ulicą człowiekowi, który jest zajęty rozmową przez telefon komórkowy. Ocalony zaczyna widzieć u innych ludzi tajemnicze cyferki nad głową. Okazuje się, iż jest to czas jaki pozostał im do końca życia. Chodząc ulicami miasta obserwuje czas u ludzi. W pewnym momencie zauważa karetkę pogotowia, która zabiera staruszkę. Obserwuje ostatnie 10 sekund jej życia. Po pewnym czasie zauważa iż tylko on nad swą głową nie ma tajemniczego czasomierza. Idąc dalej ulicą spogląda na kobietę zbliżającą się do swego samochodu, która za chwilę ma umrzeć. W ostatniej chwili ratuje jej życie przed spadającą z góry rzeźbą, która spada na samochód. Wówczas moc dostrzegania czasu pozostałego do śmierci przechodzi na nią. Premiera teledysku nastąpiła w lutym 2006 roku. Reżyserem clipu jest Nigel Dick.

## Lista utworów na singlu
UK 3-track single (13 czerwca 2006)
| Nr. |  | Tytuł                          | Tekst        | Muzyka     | Długość |
| --- |  | ------------------------------ | ------------ | ---------- | ------- |
| 1.  |  | „Savin’ Me” (Acoustic Version) | Chad Kroeger | Nickelback | 3:39    |
| 2.  |  | „Animals” (Live)               | Chad Kroeger | Nickelback | 3:52    |
| 3.  |  | „Follow You Home” (Live)       | Chad Kroeger | Nickelback | 4:37    |
|     |  |                                |              |            |         |

## Twórcy
Nickelback
- Chad Kroeger – śpiew, gitara rytmiczna, produkcja
- Ryan Peake – gitara prowadząca, wokal wspierający
- Mike Kroeger – gitara basowa
- Daniel Adair – perkusja, wokal wspierający

Muzycy sesyjni:
- skrzypce
- Tim „Timmy” Dawson – fortepian

Produkcja
- Nagrywany: luty – wrzesień 2005 roku w studiu „Mountain View Studios” w Abbotsford (Kolumbia Brytyjska)
- Producent muzyczny: Chad Kroeger, Joe Moi
- Realizator nagrań: Chad Kroeger, Joe Moi
- Mastering: Ted Jensen w „Sterling Sound”
- Miks: Mike Shipley w „Shabby Road Studio City”
- Asystent inżyniera dźwięku: Brian Wohlgemuth
- Obróbka cyfrowa: Joe Moi, Ryan Andersen
- Koordynator prac albumu: Kevin Zaruk

Pozostali
- Manager: Bryan Coleman
- Aranżacja: Chad Kroeger, Ryan Peake, Mike Kroeger, Daniel Adair
- Tekst piosenki: Chad Kroeger
- Zdjęcia: Richard Beland
- Zdjęcia w studio: Kevin Estrada
- Wytwórnia: Roadrunner Records
- Pomysł okładki: Nickelback

## Covery
- Chris Daughtry

## Notowania
| Lista (2006)                             | Najwyższa pozycja |
| ---------------------------------------- | ----------------- |
| U.S. Billboard Hot 100                   | 19                |
| U.S. Billboard Pop 100                   | 14                |
| U.S. Billboard Modern Rock Tracks        | 29                |
| U.S. Billboard Mainstream Rock Tracks    | 11                |
| U.S. Billboard Adult Contemporary Tracks | 29                |
| Australian Singles Chart                 | 18                |
| Austrian Singles Chart                   | 43                |
| Canadian Airplay Chart                   | 1                 |
| Dutch Top 40                             | 25                |
| German Singles Chart                     | 72                |
| Irish Singles Chart                      | 47                |
| New Zealand Singles Chart                | 9                 |
| Swiss Singles Chart                      | 82                |
| United World Chart                       | 20                |